# Agrodiaetus forsteri
Agrodiaetus forsteri är en fjärilsart som beskrevs av Blom 1979. Agrodiaetus forsteri ingår i släktet Agrodiaetus och familjen juvelvingar. Inga underarter finns listade i Catalogue of Life.